# 日本カーリング選手権大会
日本カーリング選手権大会（にほんカーリングせんしゅけんたいかい）は、公益社団法人日本カーリング協会（JCA）が主催するカーリングの日本選手権大会。男子は1984年から、女子は1988年から開催されており、毎年1月下旬から3月上旬の間に行われている（2022年を除く）。2004-2005年シーズンから2006-2007シーズンのみ男女別会場で行われたが、それ以前と2007-2008シーズン以降は同会場で行われている。
2011年（第28回）から全国農業協同組合連合会（JA全農）が冠協賛しており正式大会名は「全農日本カーリング選手権大会」という。
最多優勝チームは、男子がSC軽井沢クラブ（長野）の11回、女子がチーム青森（青森）・中部電力カーリング部の6回である。

## 出場資格

### 出場枠

#### 2024年以降
選考方法の大幅な見直しを実施する事がJCAより発表された。
2024年の出場枠数は以下の通り。
前年度優勝：1、前年度準優勝：1、ブロック代表：5（北海道：1、東北：1、関東：1、中部：1、西日本：1）、強化委員会推薦：3
1. 強化委員会推薦は世界カーリング連盟（英語: World Curling Federation、略語: WCF）発表のワールド・カーリング・チーム・ランキング（英語: World Curling Team Ranking、略語: WCTR）上位チームとする。
2. WCTR決定の計算方法等に変更があった場合は、強化委員会推薦チーム決定方法を再度検討する。

#### 2022年
日本カーリング選手権の開催日程が5月となったため、以下の通りとなった。
- ワールドカーリングツアー（WCT）最上位の枠を設けず、ワイルドカード枠を2とする。
- 2022世界カーリング選手権およびその最終予選の出場チームは2021年12月にオリンピック出場チームを除く強化チーム3チームによる代表選考会によって決定する。

#### 2021年
新型コロナウイルス（COVID-19）感染症の感染拡大リスクを抑制する為、WCT最上位およびワイルドカード枠は設けず、参加チームを減らす事がJCAより発表された。
2021年の出場枠数は以下の通り。
前年度優勝：1、前年度準優勝：1、ブロック代表：5（北海道：1、東北：1、関東：1、中部：1、西日本：1）

#### 2020年
選考方法の大幅な見直しを実施する事がJCAより発表された。
2020年の出場枠数は以下の通り。
前年度優勝：1（強化チームA）、前年度準優勝：1（強化チームB）、ブロック代表：5（北海道：1、東北：1、関東：1、中部：1、西日本：1）、ワールドカーリングツアー（WCT）最上位：1、ワイルドカード：1
1. 強化チームA、Bはそれぞれ前年度日本カーリング選手権大会優勝チーム、準優勝チームとする。強化チームA、Bには、ワールドカーリングツアー等の国際大会4大会以上出場の活動義務を課す。義務を果たせない場合や果たせなかった場合の対応は理事会で判断する。
2. WCT最上位チームは日本カーリング選手権大会開催の前年10月末時点でのWCTランキングによって決定する。前年度優勝チームと前年準優勝チームを除いてWCT50位以内で最上位にランクされるチームとする。該当するチームがない場合は、ワイルドカードチームの数を2とする。
3. ワイルドカードチームは日本カーリング選手権大会出場決定戦（日本カーリング選手権大会直前に同大会開催場所にて実施）によって決定する。日本カーリング選手権大会出場決定戦に出場するチームはブロック2位チームとする。出場権利があるブロック2位チームが出場しない場合、そのブロックにおける出場は無しとする。出場チームの辞退等、不測の事態が生じた場合は理事会の決定に委ねる。

ブロック代表は、各都道府県協会が大会等で代表チームを選出し、そのチームがブロック予選を兼ねた大会で勝ち抜くことにより決定する。

#### 2019年以前
- 2008年までは関東中部ブロック合同で代表（代表枠2）を選出していたが2009年からはそれぞれ別々に選出するようになった[8]。2012年から前年度優勝チームの出場枠がなくなり、北海道の出場枠に替えられていたが、2016年より復活している。
- 2015年は前年秋にパシフィックアジア選手権日本代表決定戦を行っており、日本代表は別枠で出場するため9チームで争われた[9]。
- 2017年は開催地推薦枠がなくなり、代わりに前年度準優勝チームの出場枠が設けられた[10][11]。
- オリンピック開催年度においては、オリンピック代表チームが派遣された場合に限ってそのチームは無条件で出場できるのが過去の通例であった。しかし、平昌オリンピック直前の開催となった2018年は、オリンピックに向けた調整に専念させるとの日本カーリング協会の方針により、五輪代表の男子・SC軽井沢クラブ（前年度優勝）と女子・LS北見（前年度準優勝）は出場せず、その代わりに開催地推薦枠が設けられた[12]。
- 2019年は、前年の大会に出場しなかった平昌五輪代表の出場枠が設けられた。しかし、男子は五輪代表のSC軽井沢クラブが選手の移籍等により出場を辞退したため、代わりに前年度準優勝チーム（北海道コンサドーレ札幌）が出場した。

年度別出場枠（2006年以降）
| 年度 | 前年度 優勝 | 前年度 準優勝 | 北海道 | 東北 | 関東 | 中部 | 西日本 | 開催地 推薦 | 日本 代表 | WCT 最上位 | ワイルド カード | 強化委員 推薦 | 合計 |
| ---- | ----------- | ------------- | ------ | ---- | ---- | ---- | ------ | ----------- | --------- | ---------- | --------------- | ------------- | ---- |
| 2006 |             |               | 4      | 1    | 2    | 2    | 1      |             | 1         |            |                 |               | 9    |
| 2007 | 1           |               | 3      | 1    | 2    | 2    | 1      | 1           |           |            |                 |               | 9    |
| 2008 | 1           |               | 3      | 1    | 2    | 2    | 1      | 1           |           |            |                 |               | 9    |
| 2009 | 1           |               | 3      | 1    | 1    | 1    | 1      | 1           |           |            |                 |               | 9    |
| 2010 | 1           |               | 3      | 1    | 1    | 1    | 1      | 1           |           |            |                 |               | 9    |
| 2011 | 1           |               | 2      | 1    | 1    | 1    | 1      | 1           |           |            |                 |               | 8    |
| 2012 |             |               | 3      | 1    | 1    | 1    | 1      | 1           |           |            |                 |               | 8    |
| 2013 |             |               | 3      | 1    | 1    | 1    | 1      | 1           |           |            |                 |               | 8    |
| 2014 |             |               | 3      | 1    | 1    | 1    | 1      | 1           | 1         |            |                 |               | 9    |
| 2015 |             |               | 3      | 1    | 1    | 1    | 1      | 1           | 1         |            |                 |               | 9    |
| 2016 | 1           |               | 3      | 1    | 1    | 1    | 1      | 1           |           |            |                 |               | 9    |
| 2017 | 1           | 1             | 3      | 1    | 1    | 1    | 1      |             |           |            |                 |               | 9    |
| 2018 | 1           |               | 3      | 1    | 1    | 1    | 1      | 1           |           |            |                 |               | 9    |
| 2019 | 1           |               | 3      | 1    | 1    | 1    | 1      |             | 1         |            |                 |               | 9    |
| 2020 | 1           | 1             | 1      | 1    | 1    | 1    | 1      |             |           | 1          | 1               |               | 9    |
| 2021 | 1           | 1             | 1      | 1    | 1    | 1    | 1      |             |           |            |                 |               | 7    |
| 2022 | 1           | 1             | 1      | 1    | 1    | 1    | 1      |             |           |            | 2               |               | 9    |
| 2023 | 1           | 1             | 1      | 1    | 1    | 1    | 1      |             |           |            | 2               |               | 9    |
| 2024 | 1           | 1             | 1      | 1    | 1    | 1    | 1      |             |           |            |                 | 3             | 10   |
| 2025 | 1           | 1             | 1      | 1    | 1    | 1    | 1      |             |           |            |                 | 3             | 10   |

### チーム名称の制限
2005年から日本選手権においてチーム名に使用できる名称が以下に制限された。
1. 「チーム○○」（○○には代表者の苗字が入る）
2. 所属している協会名
3. 居住している地域名
4. 在職及び在籍又は雇用契約関係にある会社又は団体名（※団体とは、NPOや協同組合などの法人、地方公共団体などの公共団体を指す。地域グループや少年団体など法人格を有しない団体名は使用できない。）
5. 在学している学校名(大学・専門学校等を含む)

省略文字も同地域からの複数出場している場合のチーム名を差別化するために必要な文字以外では上記に由来しない文字は使用できない。

## 試合形式

### 2024年
予選
- 一次予選リーグ

1. 5チームずつの2グループで実施。
2. グループ毎の総当たり戦を実施。

- 二次予選リーグ

1. 一次予選リーグ上位6チーム（各グループ上位3チームずつ）で実施。
2. 総当たり戦を実施。ただし一次予選リーグとの同一対戦相手については試合を行わず、一次予選リーグでの試合結果を持ち越す。

プレーオフ（決勝トーナメント）
- 準決勝

1. 二次予選リーグ2位と3位との対戦。

- 決勝

1. 二次予選リーグの1位と準決勝の勝者との対戦。

### 2023年以前
大まかな日程
- 1日目-4日目　ラウンドロビン
- 5日目　ラウンドロビン・タイブレーク（実施する場合）・プレーオフ
- 6日目　準決勝・決勝

予選
参加チーム全てによるラウンドロビントーナメント（総当りリーグ戦）により上位4チームを決定する。予選全日程を終了した時点で勝敗数が並び上位チームを決定できない場合はタイブレークで順位を決定して進出チームを決める。5位以下のチームは勝敗数が同一でも順位は同じとなる。
決勝
ページシステム方式の決勝トーナメントを行う。以下の順序で行われる。
1. 予選1-2位（または1位タイチーム）同士（仮にAとする）と予選3-4位（または3位タイチーム）同士（仮にBとする）のプレーオフ。（A）の勝者は無条件で決勝進出。（B）の試合で負けたチームは4位が決定。
2. Aの敗者 と Bの勝者 による準決勝。負けたチームは3位が決定。
3. Aの勝者 と 準決勝勝者 による決勝。1位と2位が決定。

世界選手権・冬季オリンピック日本代表の選考について
本大会は、当該年度、ないしは翌年度の国際公式戦（パシフィックアジアカーリング選手権、世界カーリング選手権、冬季オリンピック）に出場する日本代表の選考会を兼ねており、原則としてこの大会で優勝したチームが日本代表としての大会出場・派遣の権利を得ることになる。
2013年までの優勝チームは次年度のパシフィックアジアカーリング選手権の代表チームとして派遣され、そこで2位以内に入ると出場権が得られる世界カーリング選手権の代表チームはパシフィックアジアカーリング選手権の成績と当年度の日本選手権の成績を考慮して決定されていた。
2014年以降はパシフィックアジアカーリング選手権の直前に日本代表決定戦を行い、当選手権大会の優勝チームはその年の世界カーリング選手権の出場権を日本が持っている場合はそのまま代表チームとして出場する方式に変更となった。
また冬季オリンピックへの派遣については、当該五輪の2年前と前年のシーズンの大会の結果を参考として決める。原則として同一チームが連覇した場合は、そのチームが次回の冬季オリンピック（出場権を得た場合。得られなかった場合はアジア予選、または世界最終予選を経て出場）の日本代表チームとしての出場権が与えられる。2年とも違うチームが優勝した場合、日本選手権大会終了後に改めて日本代表決定戦を行い、その勝利クラブが日本代表チームの権利を得る。

## 歴代大会

### 男子
| 開催年         | 会場                                       | 優勝                             | 準優勝                               | 3位                                  |
| -------------- | ------------------------------------------ | -------------------------------- | ------------------------------------ | ------------------------------------ |
| 1984（第1回）  | 札幌市真駒内アイスアリーナ                 | レッドパジャマ（北海道）         | 札幌ペンギン（北海道）               | ビクトリー（北海道）                 |
| 1985（第2回）  | 札幌市真駒内アイスアリーナ                 | ビッグマリン（北海道）           | スベローズ（北海道）                 | チェイサーズ（北海道）               |
| 1986（第3回）  | 札幌市真駒内アイスアリーナ                 | 東京MAX（東京）                  | 松戸メイプル（千葉）                 | 江部乙商工会（北海道）               |
| 1987（第4回）  | 札幌市真駒内アイスアリーナ                 | TOKYO MAX（東京）                | スカイロード（北海道）               | 滝川市役所ポパイズ（北海道）         |
| 1988（第5回）  | 札幌市真駒内アイスアリーナ                 | 滝川市役所ポパイズ（北海道）     | 氷援隊（東京）                       | 名古屋JCハック（愛知）               |
| 1989（第6回）  | 札幌市真駒内アイスアリーナ                 | イワケシュアトムズ（北海道）     | 滝川市役所ポパイズ（北海道）         | ムテキングジュニア（北海道）         |
| 1990（第7回）  | 札幌市真駒内アイスアリーナ                 | イワケシュアトムズ（北海道）     | ブルーゲイル（北海道）               | レッドパジャマ（北海道）             |
| 1991（第8回）  | 常呂町カーリングホール                     | ミラクルティカーズ（北海道）     | ウィングス（北海道）                 | イワケシュアトムズ（北海道）         |
| 1992（第9回）  | 常呂町カーリングホール                     | イワケシュアトムズ（北海道）     | ムテキングジュニア（北海道）         | ブルーゲイル（北海道）               |
| 1993（第10回） | 帯広の森アイスアリーナ                     | イワケシュアトムズ（北海道）     | 網走信金MCK（北海道）                | シーサイドカーリングクラブ（北海道） |
| 1994（第11回） | 軽井沢風越アイスアリーナ                   | イワケシュアトムズ（北海道）     | シーサイドカーリングクラブ（北海道） | ZERO（北海道）                       |
| 1995（第12回） | 軽井沢風越アイスアリーナ                   | ミラクルテイカーズ（北海道）     | ZERO（北海道）                       | 網走信金MCK（北海道）                |
| 1996（第13回） | 軽井沢風越アイスアリーナ                   | アイスマン（北海道）             | チーム工藤（全日本）                 | シーサイドカーリングクラブ（北海道） |
| 1997（第14回） | 軽井沢風越アイスアリーナ                   | 全日本                           | 軽井沢グラニッド（長野）             | アイスマン（北海道）                 |
| 1998（第15回） | 常呂町カーリングホール                     | チームジャパン                   | ZEARTH（長野）                       | シーサイドカーリングクラブ（北海道） |
| 1999（第16回） | 常呂町カーリングホール                     | アイスマン（北海道）             | VICTORY（長野）                      | スーパーブルーム（北海道）           |
| 2000（第17回） | スカップ軽井沢                             | VICTORIOUS（長野）               | 全日本                               | ETOILE（北海道）                     |
| 2001（第18回） | 常呂町カーリングホール                     | VICTORIOUS（長野）               | ETOILE（北海道）                     | MAX（北海道）                        |
| 2002（第19回） | 常呂町カーリングホール                     | VICTORIOUS（長野）               | MAX（北海道）                        | ETOILE（北海道）                     |
| 2003（第20回） | スカップ軽井沢                             | VICTORIOUS（長野）               | どんころベアーズ（北海道）           | シーサイドCC（北海道）               |
| 2004（第21回） | 妹背牛町カーリングホール                   | SUPER MARINERS（北海道）         | VICTORIOUS（長野）                   | GAFFER（青森）                       |
| 2005（第22回） | 常呂町カーリングホール                     | チーム近江谷（北海道）           | チーム柏木（長野）                   | チーム軽井沢ジュニア（長野）         |
| 2006（第23回） | スカップ軽井沢                             | チーム浅間（長野）               | SC軽井沢クラブ（長野）               | 常呂協会（北海道）                   |
| 2007（第24回） | 常呂町カーリングホール                     | SC軽井沢クラブ（長野）           | チーム浅間（長野）                   | 常呂協会（北海道）                   |
| 2008（第25回） | スカップ軽井沢                             | SC軽井沢クラブ（長野）           | 東京大学（東京）                     | 常呂協会（北海道）                   |
| 2009（第26回） | 青森市スポーツ会館カーリングホール         | SC軽井沢クラブ（長野）           | 長野県CA（長野）                     | チーム常呂（北海道）                 |
| 2010（第27回） | 北見市常呂町カーリングホール               | チーム常呂（北海道）             | SC軽井沢クラブ（長野）               | 北見選抜（北海道）                   |
| 2011（第28回） | 名寄市北海道立サンピラー交流館             | チーム常呂（北海道）             | 士別市役所（北海道）                 | 軽井沢C・C（長野）                   |
| 2012（第29回） | 青森市スポーツ会館カーリングホール         | チーム北見（北海道）             | SC軽井沢クラブ（長野）               | 北見協会（北海道）                   |
| 2013（第30回） | どうぎんカーリングスタジアム               | SC軽井沢クラブ（長野）           | チーム北見（北海道）                 | 札幌（北海道）                       |
| 2014（第31回） | 軽井沢アイスパーク                         | SC軽井沢クラブ（長野）           | チーム東京（東京）                   | チーム帯広（北海道）                 |
| 2015（第32回） | アドヴィックス常呂カーリングホール         | SC軽井沢クラブ（長野）           | 札幌（北海道）                       | チーム北見（北海道）                 |
| 2016（第33回） | みちぎんドリームスタジアムカーリングホール | SC軽井沢クラブ（長野）           | チーム東京（東京）                   | 札幌（北海道）                       |
| 2017（第34回） | 軽井沢アイスパーク                         | SC軽井沢クラブ（長野）           | 札幌（北海道）                       | チーム北見（北海道）                 |
| 2018（第35回） | 道立サンピラーパーク交流館カーリングホール | team IWAI（北海道）              | チーム北海道（北海道）               | 軽井沢CC（長野）                     |
| 2019（第36回） | どうぎんカーリングスタジアム               | 北海道コンサドーレ札幌（北海道） | チーム東京（東京）                   | 札幌国際大学（北海道）               |
| 2020（第37回） | 軽井沢アイスパーク                         | 北海道コンサドーレ札幌（北海道） | TM軽井沢（長野）                     | SC軽井沢クラブ（長野）               |
| 2021（第38回） | 稚内市みどりスポーツパーク                 | 北海道コンサドーレ札幌（北海道） | 常呂ジュニア（北海道）               | TM軽井沢（長野）                     |
| 2022（第39回） | アドヴィックス常呂カーリングホール         | SC軽井沢クラブ（長野）           | 札幌国際大学（北海道）               | 北海道コンサドーレ札幌（北海道）     |
| 2023（第40回） | アドヴィックス常呂カーリングホール         | SC軽井沢クラブ（長野）           | 北見協会（北海道）                   | 北海道コンサドーレ札幌（北海道）     |
| 2024（第41回） | どうぎんカーリングスタジアム               | 北海道コンサドーレ札幌（北海道） | SC軽井沢クラブ（長野）               | ロコ・ソラーレ（北海道）             |
| 2025（第42回） | 横浜BUNTAI                                 | SC軽井沢クラブ（長野）           | ロコ・ソラーレ（北海道）             | 北海道コンサドーレ札幌（北海道）     |

1. 1 2 3  チーム常呂とチーム北見は、同一チーム。（活動チーム名：アイスマン）
2. 1 2 3 4  VICTORY、VICTORIOUS、チーム柏木、チーム浅間は、同一チーム。
3. 1 2  SUPER MARINERSとチーム近江谷は、同一チーム。
4. 1 2 3  札幌、チーム北海道、北海道コンサドーレ札幌は、同一チーム。
5. 1 2  team IWAIと札幌国際大学は、同一チーム。
6. 1 2  常呂ジュニア、ロコ・ソラーレは、同一チーム。

### 女子
| 開催年         | 会場                                       | 優勝                               | 準優勝                               | 3位                                                     |
| -------------- | ------------------------------------------ | ---------------------------------- | ------------------------------------ | ------------------------------------------------------- |
| 1984（第1回）  | 札幌市真駒内アイスアリーナ                 | 男子のみ開催                       | 男子のみ開催                         | 男子のみ開催                                            |
| 1985（第2回）  | 札幌市真駒内アイスアリーナ                 | 男子のみ開催                       | 男子のみ開催                         | 男子のみ開催                                            |
| 1986（第3回）  | 札幌市真駒内アイスアリーナ                 | 男子のみ開催                       | 男子のみ開催                         | 男子のみ開催                                            |
| 1987（第4回）  | 札幌市真駒内アイスアリーナ                 | 男子のみ開催                       | 男子のみ開催                         | 男子のみ開催                                            |
| 1988（第5回）  | 札幌市真駒内アイスアリーナ                 | ビッグボナンザ（北海道）           | 東光舗道レディース（北海道）         | 青森県カーリングクラブ（青森）                          |
| 1989（第6回）  | 札幌市真駒内アイスアリーナ                 | 河西建設女子（北海道）             | パーソンズ（北海道）                 | ビッグボナンザ（北海道）                                |
| 1990（第7回）  | 札幌市真駒内アイスアリーナ                 | シルバーメイト（北海道）           | 東京レディース（東京）               | 河西建設女子（北海道）                                  |
| 1991（第8回）  | 常呂町カーリングホール                     | 東光舗道レディース（北海道）       | シルバーメイト（北海道）             | 河西建設女子（北海道） パーソンズ（北海道）             |
| 1992（第9回）  | 常呂町カーリングホール                     | 東光舗道レディース（北海道）       | 東京マリン（東京）                   | ウインタークウィーン（北海道） エーデルワイス（北海道） |
| 1993（第10回） | 帯広の森アイスアリーナ                     | 東光舗道レディース（北海道）       | パーソンズ（北海道）                 | ノースウィンド（北海道）                                |
| 1994（第11回） | 軽井沢風越アイスアリーナ                   | パーソンズ（北海道）               | ウインタークィーン（北海道）         | カクチェス（東京）                                      |
| 1995（第12回） | 軽井沢風越アイスアリーナ                   | パーソンズ（北海道）               | 河西建設女子（北海道）               | シムソンズ（北海道）                                    |
| 1996（第13回） | 軽井沢風越アイスアリーナ                   | チーム石垣（全日本）               | チーム加藤（全日本）                 | シムソンズ（北海道）                                    |
| 1997（第14回） | 軽井沢風越アイスアリーナ                   | 全日本                             | シムソンズ（北海道）                 | トムコリンズ（長野）                                    |
| 1998（第15回） | 常呂町カーリングホール                     | チームジャパン                     | シムソンズ（北海道）                 | PicTic（長野）                                          |
| 1999（第16回） | 常呂町カーリングホール                     | シムソンズ（北海道）               | 河西建設女子（北海道）               | スーパーラヴァーズ（北海道）                            |
| 2000（第17回） | スカップ軽井沢                             | 河西建設女子（北海道）             | 全日本                               | Maplies（神奈川）                                       |
| 2001（第18回） | 常呂町カーリングホール                     | シムソンズ（北海道）               | 河西建設女子（北海道）               | HAPPY（東京）                                           |
| 2002（第19回） | 常呂町カーリングホール                     | POCKET（北海道）                   | 河西建設女子（北海道）               | シムソンズ（北海道）                                    |
| 2003（第20回） | スカップ軽井沢                             | 河西建設女子（北海道）             | PicTic（長野）                       | RINGO STARS（青森）                                     |
| 2004（第21回） | 妹背牛町カーリングホール                   | フォルティウス（青森）             | ラヴァーズ（北海道）                 | 河西建設女子（北海道）                                  |
| 2005（第22回） | スカップ軽井沢                             | チーム土屋（長野）                 | 青森県協会（青森）                   | チーム松村（長野）                                      |
| 2006（第23回） | 青森市スポーツ会館カーリングホール         | チーム青森（青森）                 | チーム長野（長野）                   | チーム常呂中学校（北海道）                              |
| 2007（第24回） | 妹背牛町カーリングホール                   | チーム青森（青森）                 | チーム長野（長野）                   | チーム常呂中学校（北海道）                              |
| 2008（第25回） | スカップ軽井沢                             | チーム青森（青森）                 | チーム長野（長野）                   | チーム常呂（北海道）                                    |
| 2009（第26回） | 青森市スポーツ会館カーリングホール         | チーム青森（青森）                 | 常呂高校（北海道）                   | 軽井沢（長野）                                          |
| 2010（第27回） | 北見市常呂町カーリングホール               | チーム青森（青森）                 | 常呂高校（北海道）                   | 中部電力カーリング部（長野）                            |
| 2011（第28回） | 名寄市北海道立サンピラー交流館             | 中部電力カーリング部（長野）       | チーム青森（青森）                   | LS北見（北海道）                                        |
| 2012（第29回） | 青森市スポーツ会館カーリングホール         | 中部電力カーリング部（長野）       | LS北見（北海道）                     | チーム青森（青森）                                      |
| 2013（第30回） | どうぎんカーリングスタジアム               | 中部電力カーリング部（長野）       | 北海道銀行フォルティウス（北海道）   | 札幌国際大学（北海道）                                  |
| 2014（第31回） | 軽井沢アイスパーク                         | 中部電力カーリング部（長野）       | 北海道銀行フォルティウス（北海道）   | LS北見（北海道）                                        |
| 2015（第32回） | アドヴィックス常呂カーリングホール         | 北海道銀行フォルティウス（北海道） | LS北見（北海道）                     | チームフジヤマ（山梨）                                  |
| 2016（第33回） | みちぎんドリームスタジアムカーリングホール | LS北見（北海道）                   | チーム富士急（山梨）                 | 北海道銀行フォルティウス（北海道）                      |
| 2017（第34回） | 軽井沢アイスパーク                         | 中部電力カーリング部（長野）       | LS北見（北海道）                     | チーム富士急（山梨）                                    |
| 2018（第35回） | 道立サンピラーパーク交流館カーリングホール | チーム富士急（山梨）               | 北海道銀行フォルティウス（北海道）   | 中部電力カーリング部（長野）                            |
| 2019（第36回） | どうぎんカーリングスタジアム               | 中部電力カーリング部（長野）       | ロコ・ソラーレ（北海道）             | 北海道銀行フォルティウス（北海道）                      |
| 2020（第37回） | 軽井沢アイスパーク                         | ロコ・ソラーレ（北海道）           | 中部電力カーリング部（長野）         | 北海道銀行フォルティウス（北海道）                      |
| 2021（第38回） | 稚内市みどりスポーツパーク                 | 北海道銀行フォルティウス（北海道） | ロコ・ソラーレ（北海道）             | 中部電力カーリング部（長野）                            |
| 2022（第39回） | アドヴィックス常呂カーリングホール         | ロコ・ソラーレ（北海道）           | 中部電力カーリング部（長野）         | 北海道銀行女子カーリング部（北海道）                    |
| 2023（第40回） | アドヴィックス常呂カーリングホール         | ロコ・ソラーレ（北海道）           | SC軽井沢クラブ（長野）               | 中部電力カーリング部（長野）                            |
| 2024（第41回） | どうぎんカーリングスタジアム               | SC軽井沢クラブ（長野）             | 北海道銀行女子カーリング部（北海道） | 中部電力カーリング部（長野）                            |
| 2025（第42回） | 横浜BUNTAI                                 | フォルティウス（北海道）           | 北海道銀行女子カーリング部（北海道） | ロコ・ソラーレ（北海道）                                |

1. 1 2 3  PicTicとチーム土屋は、同一チーム。のちのチーム長野。
2. ↑  RINGO STARSは、小野寺歩、林弓枝らが青森に渡って最初に結成したチーム。
3. 1 2 3  フォルティウスと青森県協会は、同一チーム。のちのチーム青森。
4. 1 2  チーム常呂中学校（活動チーム名：ロビンズ）は、吉田知那美、小野寺佳歩、鈴木夕湖らのチーム。第25回大会はJ・J常呂
5. 1 2 3  チーム常呂、常呂高校、札幌国際大学は、吉村紗也香、石垣真央らのチーム。のちのヒト・コミュニケーションズ red WINS。
6. 1 2  LS北見とロコ・ソラーレは、同一チーム。
7. 1 2  チームフジヤマとチーム富士急は、同一チーム。
8. ↑  チーム青森の前身だったフォルティウスとは、別チーム。

## 統計

### チーム優勝回数
| 男子 | 男子                                 | 男子 | 女子 | 女子                                       | 女子 |
| 順位 | 名前                                 | 回数 | 順位 | 名前                                       | 回数 |
| ---- | ------------------------------------ | ---- | ---- | ------------------------------------------ | ---- |
| 1    | SC軽井沢クラブ                       | 11   | 1    | チーム青森（フォルティウス）               | 6    |
| 2    | イワケシュアトムズ                   | 5    | 1    | 中部電力カーリング部                       | 6    |
| 2    | アイスマン（チーム常呂・チーム北見） | 5    | 3    | ロコ・ソラーレ（LS北見）                   | 4    |
| 2    | VICTORIOUS（チーム浅間）             | 5    | 4    | 東光舗道レディース                         | 3    |
| 5    | 北海道コンサドーレ札幌               | 4    | 4    | 河西建設女子                               | 3    |
|      |                                      |      | 4    | フォルティウス（北海道銀行フォルティウス） | 3    |

※全日本選抜、オリンピックチームとしての出場は含めていない。

### 個人優勝回数
| 男子 | 男子       | 男子 | 女子 | 女子                     | 女子 |
| 順位 | 名前       | 回数 | 順位 | 名前                     | 回数 |
| ---- | ---------- | ---- | ---- | ------------------------ | ---- |
| 1    | 清水徹郎   | 12   | 1    | 藤澤五月                 | 8    |
| 2    | 山口剛史   | 11   | 2    | 近藤ゆかり               | 7    |
| 3    | 敦賀信人   | 10   | 2    | 石崎琴美                 | 7    |
| 4    | 近江谷好幸 | 8    | 4    | 三村容子                 | 6    |
| 4    | 両角友佑   | 8    | 4    | 目黒萌絵                 | 6    |
| 4    | 両角公佑   | 8    | 4    | 本橋麻里                 | 6    |
| 7    | 佐藤茂則   | 5    | 4    | 清水絵美                 | 6    |
| 7    | 今橋福浩   | 5    | 4    | 林弓枝／船山弓枝         | 6    |
| 7    | 柏木寛昭   | 5    | 4    | 瀬口真由美／大久津真由美 | 6    |
| 7    | 矢野利夫   | 5    | 4    | 近江谷杏菜               | 6    |
| 7    | 阿部晋也   | 5    | 11   | 松村千秋                 | 5    |
|      |            |      | 11   | 小野寺歩／小笠原歩       | 5    |

## 大会中継
NHK BS1にて、予選リーグから準決勝までは当日の注目カードを選んで生中継。2017年度は女子の大会から9試合を選んでNHK公式サイトにてネット配信された。また日本カーリング協会の公式サイトでも配信されている。